# کیرشهاین
شهر کیرشهاین (به آلمانی: Kirchhain) در ایالت هسن در کشور آلمان واقع شده‌است.